# Fara Novarese
Fara Novarese är en ort och kommun i provinsen Novara i regionen Piemonte i Italien. Kommunen hade 2 037 invånare (2018).